# خط طول 16° غرب
خط طول 16° غرب هو أحد خطوط الطول الجغرافية، والتي تمتد من القطب الشمالي الجغرافي إلى القطب الجنوبي الجغرافي، وحسب التحويل الزمني يتأخر خط طول 16° غرب عن خط غرينتش بـ1 ساعات و4 دقائق.

## من القطب إلى القطب
ينطلق خط طول 16° غرب من القطب الشمالي نحو القطب الجنوبي مرورا بالمناطق التي ترد في الجدول التالي:
| الإحداثيات                         | البلد أو الإقليم أو البحر | ملاحظات |
| ---------------------------------- | ------------------------- | --- |
| 90°0′N 16°0′W / 90.000°N 16.000°W  | المحيط المتجمد الشمالي    | |
| 81°45′N 16°0′W / 81.750°N 16.000°W | جرينلاند                  | |
| 80°21′N 16°0′W / 80.350°N 16.000°W | المحيط الأطلسي            | بحر غرينلاند |
| 66°31′N 16°0′W / 66.517°N 16.000°W | آيسلندا                   | |
| 64°7′N 16°0′W / 64.117°N 16.000°W  | المحيط الأطلسي            | مرورا بشرق بورتو سانتو, البرتغال (في 33°5′N 16°17′W / 33.083°N 16.283°W · مرورا بغرب Selvagem Grande Island, البرتغال (في 30°8′N 15°52′W / 30.133°N 15.867°W) · مرورا بشرق Selvagem Pequena Island, البرتغال (في 30°2′N 16°2′W / 30.033°N 16.033°W) · مرورا بشرق the جزر تنريفي, إسبانيا (في 28°33′N 16°7′W / 28.550°N 16.117°W) · مرورا بغرب the جزيرة كناريا الكبرى, إسبانيا (في 27°55′N 15°49′W / 27.917°N 15.817°W) |
| 23°39′N 16°0′W / 23.650°N 16.000°W | الصحراء الغربية           | الداخلة (مدينة) peninsula — تملكه المغرب |
| 23°38′N 16°0′W / 23.633°N 16.000°W | المحيط الأطلسي            | |
| 23°22′N 16°0′W / 23.367°N 16.000°W | الصحراء الغربية           | تملكه المغرب |
| 21°20′N 16°0′W / 21.333°N 16.000°W | موريتانيا                 | مرورا عبر نواكشوط |
| 16°30′N 16°0′W / 16.500°N 16.000°W | السنغال                   | |
| 13°35′N 16°0′W / 13.583°N 16.000°W | غامبيا                    | |
| 13°10′N 16°0′W / 13.167°N 16.000°W | السنغال                   | |
| 12°27′N 16°0′W / 12.450°N 16.000°W | غينيا بيساو               | Mainland و Ilha de Pecixe |
| 11°48′N 16°0′W / 11.800°N 16.000°W | المحيط الأطلسي            | |
| 11°34′N 16°0′W / 11.567°N 16.000°W | غينيا بيساو               | Bissagos Islands |
| 11°2′N 16°0′W / 11.033°N 16.000°W  | المحيط الأطلسي            | |
| 60°0′S 16°0′W / 60.000°S 16.000°W  | المحيط الجنوبي            | |
| 72°18′S 16°0′W / 72.300°S 16.000°W | القارة القطبية الجنوبية   | أرض الملكة مود, المطالب الإقليمية بالقارة القطبية الجنوبية by النرويج |